# McPhy Energy
McPhy Energy (ou McPhy) est une entreprise française du secteur de l'énergie, développant des solutions de production, distribution et stockage d'énergie en utilisant l'hydrogène comme vecteur énergétique.

## Historique
L'entreprise est fondée en 2008 après des recherches au CNRS sur les technologies de l'hydrogène. En 2010, elle s'associe au Laboratoire d'innovation pour les technologies des énergies nouvelles et les nanomatériaux du CEA afin de trouver une solution de stockage de l'hydrogène sous forme solide à l'échelle industrielle,.
Elle est introduite en Bourse sur Euronext Paris en 2014. Parmi les investisseurs se trouve le fonds d'investissement du groupe Air liquide. En juin 2018, EDF Nouveaux Business prend 21,7 % du capital,. En 2019, McPhy augmente son capital de 6,9 M€ en émettant 2,5 millions d’actions sur Euronext Paris.
Le 13 octobre 2020, McPhy lance une augmentation de capital de 150 millions €, qui est sursouscrite plusieurs fois et lui apporte finalement 180 millions €, dont 14 millions € apportés par ses partenaires historiques EDF Pulse Croissance Holding et le Fonds Ecotechnologies géré par Bpifrance Investissement ; deux partenaires industriels stratégiques, Chart International Holdings et Technip Energies, entrent avec respectivement 30 millions € et 15 millions € ; le solde est collecté auprès d'acteurs institutionnels dont la moitié sont des fonds spécialistes des cleantechs. Ces capitaux seront utilisés principalement pour construire une « Gigafactory » de production à grande échelle d'électrolyseurs ; l'objectif serait de démarrer la production en 2023.
En novembre 2022, McPhy inaugure à Grenoble sa nouvelle usine et son nouveau siège. Auparavant basée à La Motte-Fanjas, dans la Drôme, l'entreprise dispose désormais en Isère d'un bâtiment de 4 100 m2 pour industrialiser sa production de stations de distribution d'hydrogène : 120 à 150 unités annuelles sont attendues d'ici à 2030, contre une vingtaine précédemment. Les effectifs grenoblois atteignent une centaine d'employés, contre cinquante un an plus tôt, avec un objectif de 150 d'ici 2030.
En 2025, l'entreprise a de grandes difficultés de trésorerie et annonce chercher un repreneur, avec un candidat européen déclaré.

## Produits
McPhy fournit des électrolyseurs pour produire l’hydrogène, à partir d'eau et de l'électricité prise sur le réseau ou au sortir de parc éoliens ou de centrales solaires (énergies renouvelables intermittentes). Ses électrolyseurs peuvent notamment équiper des points de livraison d'hydrogène ou un réseau météorologique.
En octobre 2020, le directeur général de McPhy Laurent Carme confirme que son modèle économique restera fondé à la fois sur la vente d'électrolyseurs et sur celle de stations de recharge.
Les stations de recharge hydrogène assemblées à Grenoble en 2022 sont capables de délivrer un volume de 800 kilogrammes par jour, avec un double niveau de pression (350 et 700 bars).

## Implantations
L’infrastructure industrielle de McPhy est implantée dans trois pays avec quatre sites en Europe : 
- Grenoble : siège et site de production
- Paris : bureaux
- Wildau : site d'ingénierie de systèmes multi-MW
- San Miniato : site industriel pour l'assemblage d'électrolyseurs de petite capacité et de stacks multi-MW.
- Belfort : usine de production d'électrolyseurs alcalins de nouvelle génération inaugurée le 13 juin 2024, avec 25 employés. Ce projet est approuvé à l'été 2022 par la Commission européenne, dans le cadre du Projet Important d'Intérêt Commun de la filière hydrogène de la France (PIIEC). Lors de l'inauguration, l'entreprise a touché 28 millions € d'euros de subventions sur un montant maximal promis de 114 millions €. Il est initialement prévu que le site devrait employer 450 personnes en 2030[13] mais les prévisions sont beaucoup moins optimistes en 2024[3].

## Résultats économiques
En 2019, McPhy réalise 11,4 millions € de chiffre d'affaires, contre 8 millions € en 2018. Sur le premier semestre 2020, elle a réalisé 5,4 millions € de chiffre d'affaires et signé un contrat de 11 millions € pour l'installation de cinq stations dans le cadre du projet régional Zéro Emission Valley visant à développer l'usage de l'hydrogène en Auvergne-Rhône-Alpes.
En 2020, le chiffre d'affaires progresse de 20 % à 13,7 millions €. Le résultat net est de −9,3 millions €. La trésorerie est à 197,7 millions € au 31 décembre 2020 grâce à l'augmentation de capital de 180 millions € en octobre 2020. Les effectifs atteignent 110 employés. Le carnet de commandes fermes est à 23 millions €.
En 2021, le chiffre d'affaires baisse à 13,1 millions €.
Le chiffre d'affaires progresse en 2022 de 22% à 16,1 millions € avec une perte nette de 38,2 millions, puis il progresse à 18,8 millions en 2023 avec une perte nette de 47,4 millions d'euros sur l'exercice. En juin 2024, la société émet pour 30 millions d'euros d'obligations convertibles, dont 15 millions couverts par Bpifrance et 15 millions couverts par le groupe EDF.